# Михайловский сельсовет (Дзержинский район)
Михайловский сельсовет - сельское поселение в Дзержинском районе Красноярского края.
Административный центр - село Михайловка.

## Население
| 2010 | 2012 | 2013 | 2014 | 2015 | 2016 | 2017 |
| ---- | ---- | ---- | ---- | ---- | ---- | ---- |
| 978  | ↘960 | ↘953 | ↘916 | ↘909 | ↘898 | ↘888 |

## Состав сельского поселения
В состав сельского поселения входят 3 населённых пункта:
| № | Населённый пункт | Тип населённого пункта       | Население |
| - | ---------------- | ---------------------------- | --------- |
| 1 | Михайловка       | село, административный центр | 195       |
| 2 | Новый            | посёлок                      | 139       |
| 3 | Улюколь          | деревня                      | 644       |

## Местное самоуправление
Михайловский сельский Совет депутатов
Дата избрания14.03.2010. Срок полномочий: 5 лет. Количество депутатов: 10
Глава муниципального образования
- Судникович Вера Владимировна. Дата избрания: 14.03.2010. Срок полномочий: 5 лет